# Maarten Hogenhuis
Maarten Hogenhuis (* 1986 in Leeuwarden) ist ein niederländischer Jazz- und Popmusiker (Altsaxophon, Tenorsaxophon, Komposition).

## Wirken
Hogenhuis spielt neben seinem eigenen Quartett und Trio in dem in den Niederlanden erfolgreichen Quartett Bruut!, das er mit dem Organisten Folkert Oosterbeek, dem Bassisten Thomas Rolff und Schlagzeuger Felix Schlarmann bildete und bisher sechs Alben vorlegte. Er hat vier selbstproduzierte Alben unter eigenem Namen veröffentlicht, zunächst 2014 das Album 4/3. 2015 und 2017 spielte er mit seiner eigenen Band auf dem North Sea Jazz Festival; 2019 stellte er dort eigens beauftragte Kompositionen im Sextett vor. Er trat außerdem auf dem Tokyo Jazz Festival, Standard Bank National Jazz Festival Grahamstown (Südafrika), Jazz a Ouaga (Burkina Faso) und Bielska Zadymka Jazzowa (Polen) auf.
Weiterhin arbeitete Hogenhuis mit Künstlern wie Pete Philly & Perquisite, The Four Tops, The Temptations, New Cool Collective Bigband, Caro Emerald, Ben van Gelder, Benjamin Herman, Jesse van Ruller und Anton Goudsmit zusammen. Zudem gehörte er zu The More Socially Relevant Jazz Music Ensemble von Reinier Baas und der Band Krupa & The Genes (mit zwei Schlagzeugern). Er hat als Sideman auf Alben von Philippe Lemm, Reinier Baas, Robbert Scherpenisse, Thomas Baggerman und Maartje Meijer gespielt.
2013 gewann Hogenhuis einen Keep an Eye International Jazz Award, 2014 den Singer Laren Jazz Award. Er ist als Saxophonlehrer am Conservatorium van Amsterdam tätig.

## Diskographische Hinweise
- 4/3 (2014 mit Miguel Rodriguez, Thomas Rolff, Joost Patocka bzw. Joan Terol Amigó)
- Mimicry (2017, mit Thomas Rolff, Mark Schilders)
- Rise & Fall (2019, mit Phil Donkin, Mark Schilders)
- Trio +3 (2020 North Sea Jazz Composition Project, mit Bruno Calvo, Mete Erker, Joris Roelofs, Phil Donkin und Mark Schilders)